# Lance N’ Masques
Lance N' Masques (яп. ランス・アンド・マスクス Рансу-андо Масукусу, букв. «Копьё и Маска») — серия ранобэ Хидэаки Коясу, выходящая с 2013 года  в издательстве Pony Canyon. Выход одноимённого аниме-сериала запланирован на октябрь 2015 года.

## Сюжет
Главный герой истории Ётаро Ханафусе, член последнего в XXI веке ордена рыцарей, именуемом «Рыцари Мира». Однажды он встречает девочку Кидоин Макио, узнав, что она является сиротой, он берёт её под свою опеку и начинает приглядывать за ней.

## Персонажи
Ётаро Ханабуса (яп. 花房 葉太郎 Ханабуса Ё:таро:) — главный герой истории, один из последних оставшихся рыцарей в двадцать первом веке, он скрывает свою личность под маской. Он машинально спешит на помощь, едва услышит крик о помощи. Сам он называет этот феномен «Синдром Белого Рыцаря». Макио при первой встрече назвала его Рыцарем Лансером. Его отец, Син Ханафуса, был избран легендарным копьём и считается живой легендой. Мечтает жить обычной жизнью.
Сэйю: Дайки Ямасита
Кидоин Макио (яп. 鬼堂院 真緒 Кидо:ин Макио) — главная героиня, дочь известной семьи, за которой приглядывает Ётаро. Живёт одна. Любит рисовать. До первой встречи с Рыцарем Лансером мечтала стать настоящим героем. После спасения с самолёта, летящего за границу, решила стать «Леди, достойной Рыцаря Лансера».
Сэйю: Ари Одзава
Ёрико Судо (яп. 朱藤 依子 Судо: Ёрико) — горничная Ётаро, а также его наставница. Ответственна за «Синдром Белого Рыцаря» у Ётаро. Всегда спокойна. Её выражение лица почти никогда не меняется. Единственное, что показывает её эмоции, это глаза и интонация голоса. Умеет обращаться с копьём и оказывать первую помощь.
Сэйю: Манами Намакура
Алиса Кливленд (яп. アリス・クリ―ヴランド Ариса Кури:вурандо) — яркая и веселая рыцарь-ученик, то есть оруженосец Ётаро. Энергичная девушка. Как и Белая Принцесса, повсюду следует за Ётаро.
Сэйю: Судзуко Мимори
Белая Принцесса (яп. 白姫 Сиро Химэ) — сирохимэ лошадь Ётаро, выращенная специально для него. У неё есть человеческое «я» в виде девушки с белыми волосами, зелёными глазами, лошадиными ушками и хвостом. Как и Алиса, повсюду следует за Ётаро.
Сэйю: Аяка Сува